# Indywidualne Mistrzostwa Wielkiej Brytanii na Żużlu 1995
Indywidualne mistrzostwa Wielkiej Brytanii na żużlu – cykl turniejów żużlowych mających wyłonić najlepszych żużlowców brytyjskich w 1995 roku. Tytuł wywalczył Andy Smith z Coventry Bees. 

## Finał
- 30 kwietnia 1995 r. (niedziela),  Coventry

| Msc. | Zawodnik        | Klub                   | Pkt |  |  |
| ---- | --------------- | ---------------------- | --- |  |  |
| 1    | Andy Smith      | Coventry Bees          | 15  |  |  |
| 2    | Joe Screen      | Bradford Dukes         | 14  |  |  |
| 3    | Dean Barker     |                        | 12  |  |  |
| 4    | Gary Havelock   | Bradford Dukes         | 11  |  |  |
| 5    | Martin Dugard   | Eastbourne Eagles      | 11  |  |  |
| 6    | Chris Louis     | Ipswich Witches        | 11  |  |  |
| 7    | David Norris    | Reading Racers         | 8   |  |  |
| 8    | Martin Dixon    |                        | 8   |  |  |
| 9    | Garry Stead     | Bradford Dukes         | 6   |  |  |
| 10   | Neil Collins    | Sheffield Tigers       | 6   |  |  |
| 11   | Paul Hurry      | Arena Essex Hammers    | 4   |  |  |
| 12   | David Walsh     |                        | 4   |  |  |
| 13   | Scott Robson    |                        | 3   |  |  |
| 14   | Simon Cross     | Cradley Heath Heathens | 3   |  |  |
| 15   | Ben Howe        |                        | 3   |  |  |
| 16   | Ray Morton      |                        | 1   |  |  |
|      | Steve Schofield |                        |     |  |  |
|      | David Mullett   |                        |     |  |  |